# Mollie Orshansky
Mollie Orshansky (New York, 9 gennaio 1915 – New York, 18 dicembre 2006) è stata un'economista e statistica statunitense che, nel 1963-65, sviluppò le soglie di povertà di Orshansky, utilizzate negli Stati Uniti come misura del reddito che una famiglia non deve superare per essere considerata povera.
Fu autrice dell'Orshansky Poverty Thresholds, introdotto nel 1963 per misurare la povertà.

## Biografia
Orshansky nacque il 9 gennaio 1915, terza di sei figlie di Samuel e Fannie Orshansky, immigrati ebrei che si stabilirono nel Bronx, New York City dopo aver lasciato l'Ucraina. Frequentò la Hunter College High School conseguendo un A.B. in matematica e statistica nel 1935. Orshansky proseguì gli studi universitari in economia e statistica presso il Dipartimento di Agricoltura Graduate School dell'American University.
Nel 1939, Orshansky divenne un'impiegata di ricerca presso l'Ufficio dei bambini e lavorò su studi biometrici della salute, della crescita e della nutrizione dei bambini. Nel gennaio 1942, come statistica presso il Dipartimento della Salute di New York, lavorò a un'indagine sull'incidenza della polmonite e sulle terapie necessarie. Nel 1945, Orshansky si trasferì al Dipartimento dell'Agricoltura degli Stati Uniti; dove trascorse i successivi tredici anni come economista familiare, direttrice della Divisione Statistiche dei Programmi ed economista alimentare.
Nel 1958, Orshansky entrò a far parte della Social Security Administration come analista di ricerca nelle scienze sociali presso l'Office of Research and Statistics. In questa veste, fu responsabile di studi analitici per misurare l'adeguatezza del reddito, il benessere familiare e i modelli di reddito familiare. Nel 1963, Orshansky sviluppò la misurazione ufficiale della povertà utilizzata dal governo degli Stati Uniti. Usò il costo di una dieta nutrizionalmente adeguata come base per una stima del costo della vita e calcolare il costo della vita per famiglie di diverse dimensioni e composizione.
Il suo interesse per l'argomento nacque dall'esperienza personale. "Sapeva in prima persona cosa significava crescere povero... Crescendo, ha acquisito una certa familiarità con l'esperienza di dover rinunciare a un piccolo acquisto per avere i soldi per qualcos'altro". In seguito riassunse questo aspetto della sua prima infanzia dicendo: "Se scrivo dei poveri, non ho bisogno di una buona immaginazione, ho una buona memoria".
Nel 1976, Orshansky ottenne il Distinguished Service Award come riconoscimento per la reddito e nella loro applicazione alle politiche pubbliche. Il suo pensionamento avvenne nel 1982.
Orshansky fu ricoverata in ospedale nell'autunno del 2001 e ne seguì una battaglia legale per le sue cure. Orshansky fu portata a New York, secondo i suoi desideri, ma un giudice che aveva nominato un tutore cercò di costringerla a tornare a Washington DC. La sentenza del giudice fu annullata in appello. Orshansky morì a Manhattan diversi anni dopo nel 2006 all'età di 91 anni.

## Nella cultura di massa
Mollie Orshansky fu citata nell'episodio Sondaggi e statistiche della terza stagione di West Wing - Tutti gli uomini del Presidente. Nella serie televisiva fu erroneamente affermato che fosse di origine polacca.